# Herklotsichthys dispilonotus
Herklotsichthys dispilonotus är en fiskart som först beskrevs av Pieter Bleeker 1852.  Herklotsichthys dispilonotus ingår i släktet Herklotsichthys och familjen sillfiskar. Inga underarter finns listade i Catalogue of Life.